# Szél-hegy (Solymár)
A solymári Szél-hegy a Budai-hegységhez tartozó, a hegység fő vonulataitól messze elkülönülő magaslat, a Pest vármegyei Solymár közigazgatási területén, a Budapest–Esztergom-vasútvonal közvetlen közelében. Csúcsának tengerszint feletti magassága 242 méter, ahonnan azonban páratlan, látványos körpanoráma nyílik a Budai-hegység északi és a Pilis déli vonulataira, valamint a Pilisvörösvári-medencére, ezáltal viszonylagos alacsonysága dacára is a medence legjobb kilátópontjai közé tartozik.

## Megközelítése
A Szél-hegy a Solymárt Pilisszentivánnal összekötő országút és a tőle körülbelül egy kilométerre északra húzó esztergomi vasútvonal között emelkedik. Közúton közlekedve is könnyen észrevehető, mert bár alig 30 méterrel emelkedik az országút szintje fölé, de ez az egyetlen olyan komolyabb kiemelkedés a Pilisvörösvári-medence déli felében, amely jól elkülönül a Kerek-hegy–Zsíros-hegy–Nagy-Szénás tömbjétől. Ennél jóval látványosabb a vasút felől, hiszen az Aranyhegyi-patak völgyében futó vasútvonaltól közel száz méternyi szintkülönbség választja el, tehát a vasút felől nézve jóval magasabbnak látszik.
A hegyet dél felől a Budapestet Solymáron át Pilisszentivánnal és a 10-es főúttal összekötő 1107-es út határolja (települési neve az itteni szakaszán Terstyánszky út), nyugat és észak felől pedig szinte körülöleli az íves vonalvezetésű Hold utca, mely az országúttól egészen a vasútvonalig húzódik. A hegy ellapoodós tetejére a Hold utcából kiágazó Golgota utcán lehet feljutni a legegyszerűbben, van viszont lehetőség arra is, hogy a Hold utca beépítetlen telkein keresztülhúzódó, a csúcsra felvezető, meredek és ritkábban járt ösvények valamelyikét válasszuk, ez esetben az útvonal nehézségéért kárpótlást nyújthat a túrázónak az elé táruló, folyamatosan szélesedő, látványos panoráma.

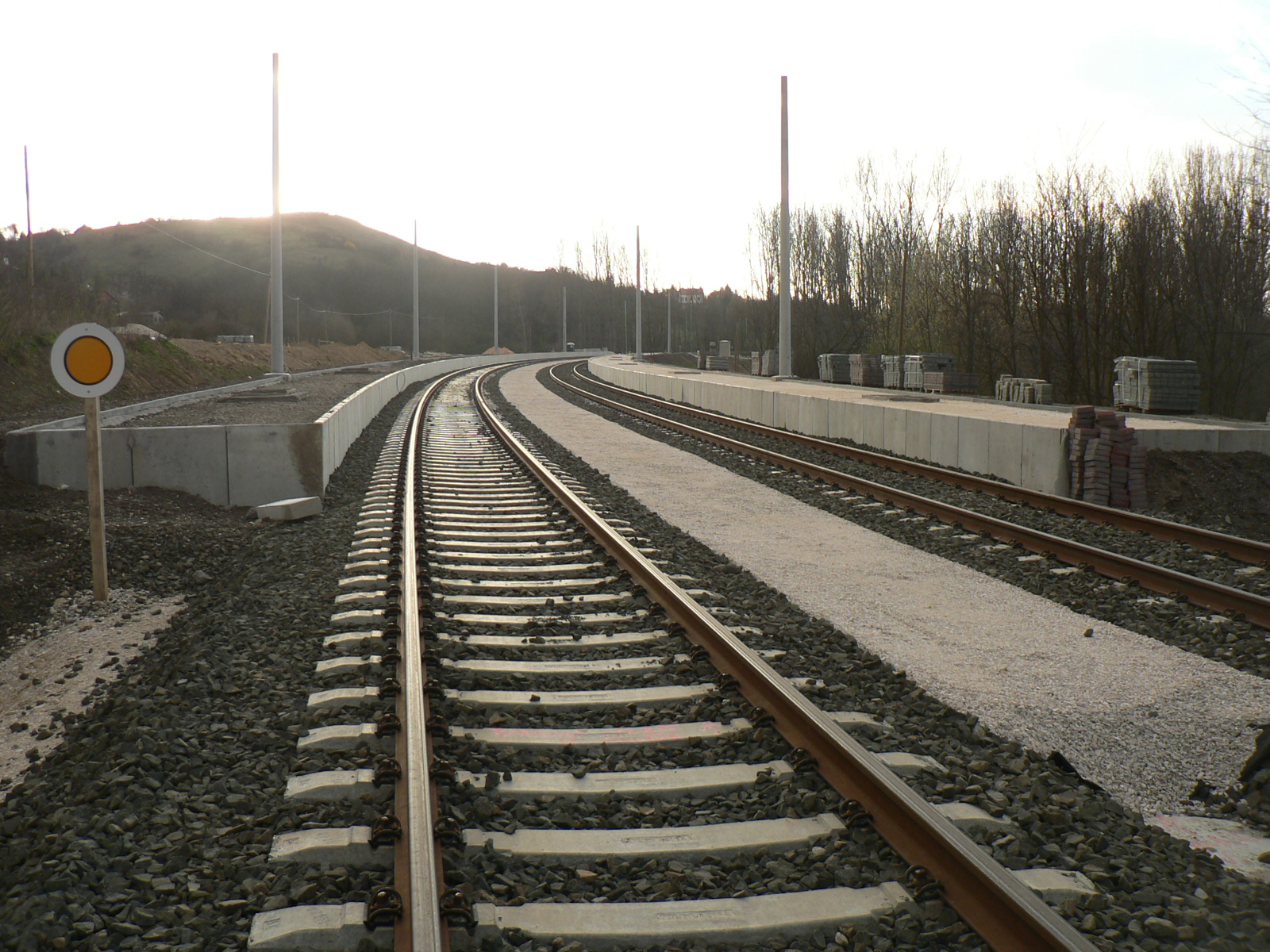
A Szél-hegy a róla elnevezett [a fotózás idején még félkész] vasúti megállóhely felől nézve, naplementében

Tömegközlekedéssel a legegyszerűbben a Volánbusz 830-as és 832-es járataival érhető el, melyeknek Solymár, Hold utca nevű megállóhelye közvetlenül a Hold utca Terstyánszky úti torkolatánál található. A BKV Solymárt érintő kék buszai közül a 164-es és a 264-es buszok [illetve az éjszakai 964-es busz] útvonala közelíti meg legjobban a Szél-hegyet, tekintve, hogy közös külső végállomásuk (Solymár, PEMŰ) mintegy 15-20 percnyi gyalogútra van a magaslattól. Az esztergomi vasútvonal 2012-2015 közötti felújításával vasúti megközelítési lehetőséget is kapott a Szél-hegy, miután egy új, Szélhegy nevű megállóhely létesült a hegy lábától keletre, a csúcstól kb. 25-35 percnyi gyalogútra.

## Földtani felépítése
A Szél-hegy a Pilisvörösvári-medencében kialakult ún. rögsziget, alapkőzete a Budai-hegység főtömegének alapkőzetével egyező módon a felső triász karni emeletében létrejött fődolomit. Ezzel bizonyos mértékig kivételnek számít a környező hegyek közül, mert bár a fődolomit a térségben szinte mindenhol megtalálható – sőt, a mélyfúrások tanúsága szerint átlagosan mintegy 200 méterrel a felszín alatt megjelenik a medencefenékben is –, de csak kevés helyen tör a felszínre, a szomszédos magaslatok többségénél újabb kori üledékek (főként hárshegyi homokkő) rakódtak rá; a Zsíros-hegy–Nagy-Szénás tömbje pedig középső triász kori diploporás (mészalga-maradványokat tartalmazó) dolomitból épül fel.
Tektonikai kutatások szerint az északi és a déli oldalán is északnyugat-délkeleti irányú törésvonal húzódik, hiszen a hegytől kissé eltávolodva mindkét irányban legalább 70-100 méter mélységig kell lefúrni, hogy előkerüljön a dolomit alapkőzet. [Az Aranyhegyi-patak öntésterületének számító Rét-völgyben például mínusz 94 méternél találták meg a dolomitot, ami tehát legalább 330 méteres lezökkenésre utal.] A hegyet ezeken kívül még két kisebb törés is határolja, keleten és nyugaton, melyek az előbbiekre merőlegesek; a nyugati törés mentén ugyancsak közel 300 méternyi a hegytető, illetve a lesüllyedt dolomit szintkülönbsége.

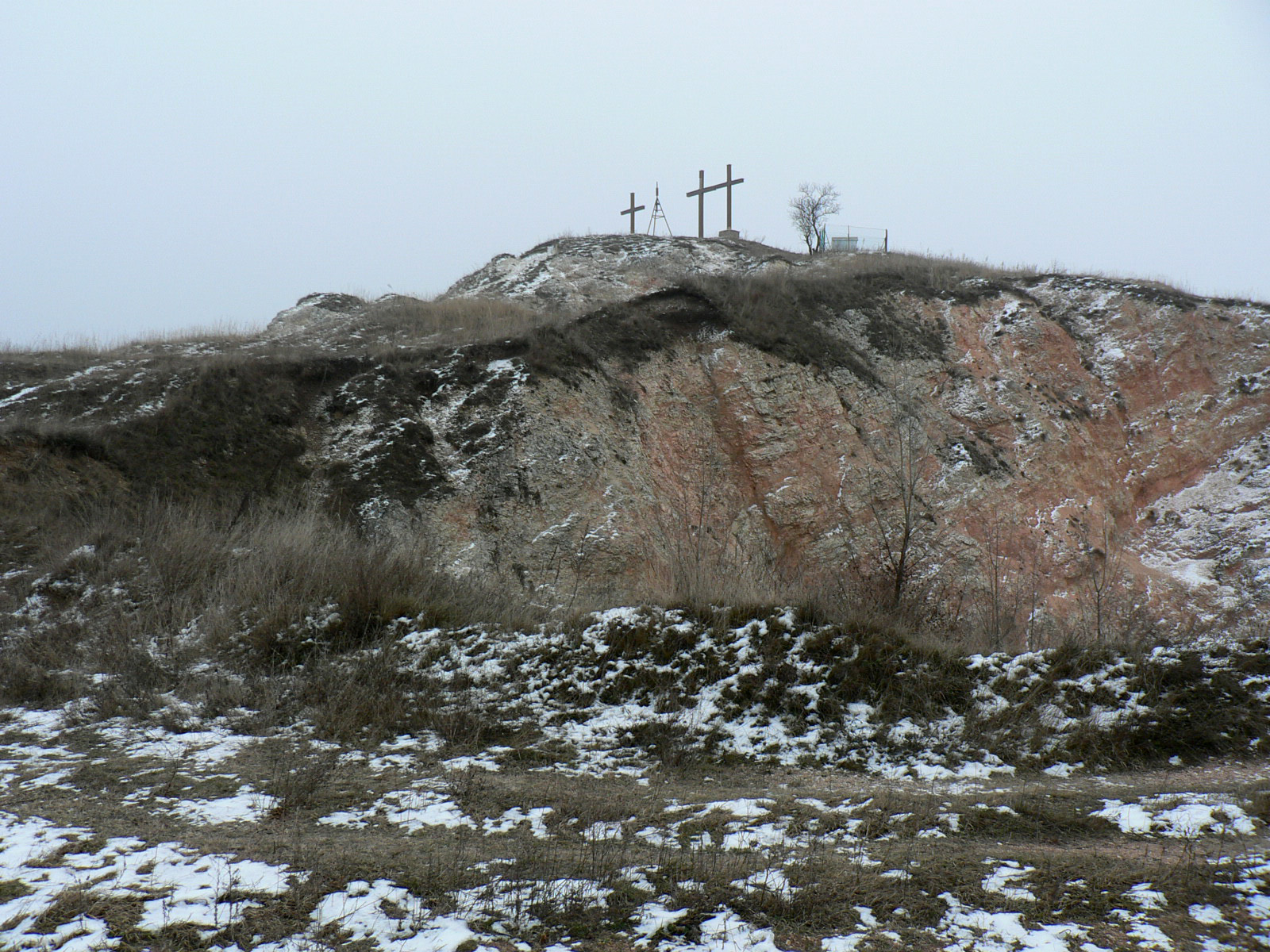
A Szél-hegyi nagy kőbánya nyugat felől, hóban

A hegy kőporosodó, kovásodott dolomitját korábban bányászták is, egy nagyobb és egy kisebb kőbánya helye ma is felismerhető; a nagy bánya egyik oldaláról sárga, a másik oldaláról vörös színű kőport bányásztak, amit elsősorban nemesvakolatok készítéséhez használtak fel, de a gyengébb minőségű változatát járdák javítására is használták.
A Szél-hegy tágabban értelmezett tömbjét [a Hold utcától északi és északnyugati irányban elnyúló, jobbára lankás hegylábat] ezeken felül számos szénkutató és néhány széntermelő fúrás is érintette (a bőségesen rendelkezésre álló tektonikai adatok is nagyrészt ezeknek köszönhetőek): a terület legnagyobb jelentőségű szénkitermelő vágata a körülbelül 1923 és 1939 között üzemelő Solymár-akna volt, de néhány más, a széntermelés szempontjából kisebb jelentőségű vágatot is mélyítettek a Szél-hegy tömbjébe (Solymár I. lejtősakna, Solymár I. táró, Solymár-aknai segédtáró).

## Növényzete

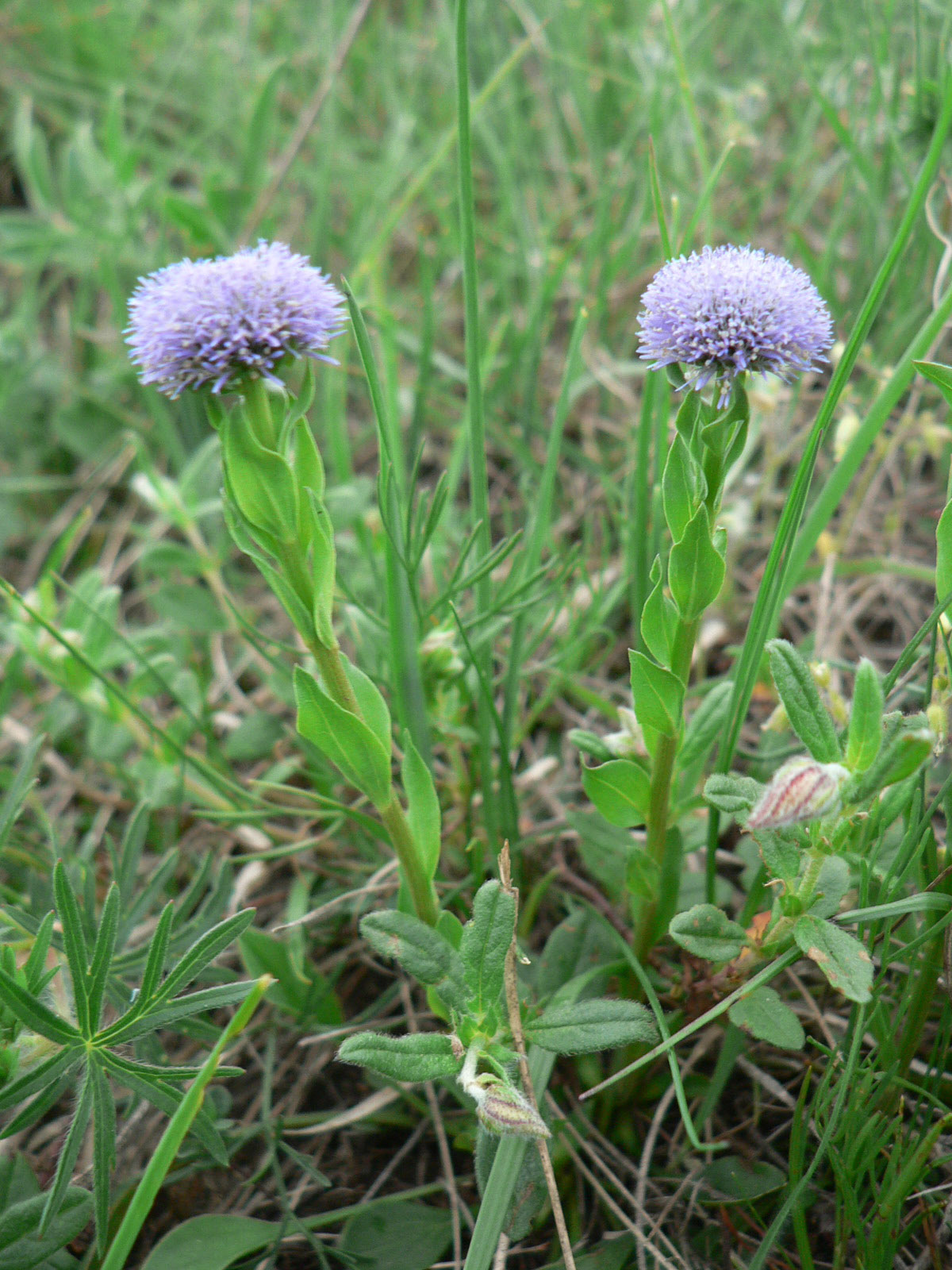
Gubóvirág a Szél-hegyen

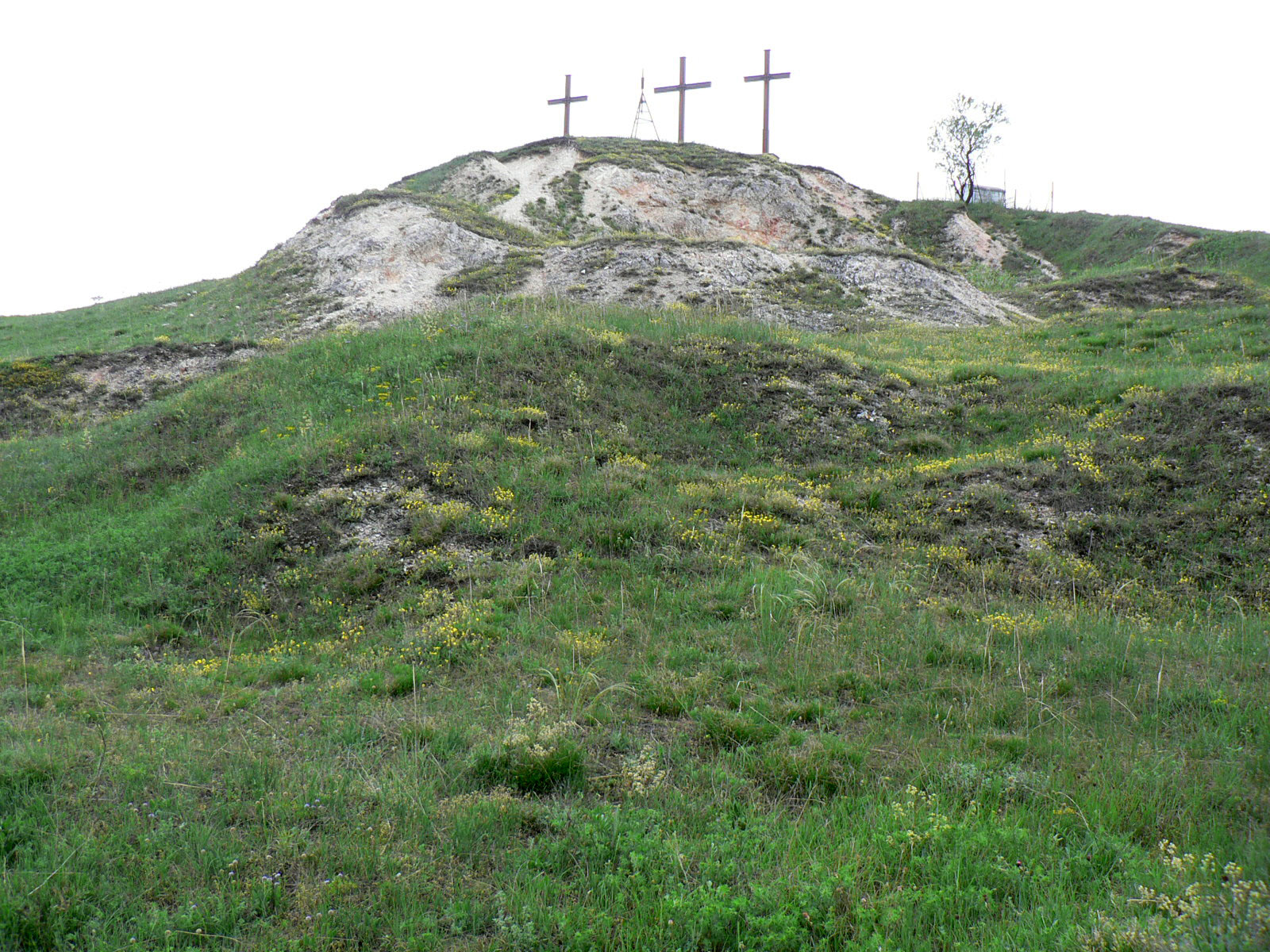
Májusi virágok a Szél-hegyen

A hegy eredeti növényzetében a pusztafüves lejtősztyepprétek illetve a dolomit sziklagyepek jellegfajai voltak a domináns gyepalkotó fajok, azokon a részeken pedig, ahol a dolomitos alapkőzet a felszínre türemkedik, a hazai dolomit sziklagyepekre jellemző növényfajok fordulnak elő; a gyepszintből a hegyoldalban csak kis számú bokor vagy vézna fácska (molyhos tölgy, gyepűrózsa, mandula) emelkedik ki. Ez az eredeti növényvilág ma már csak a hegy csúcsa közelében, illetve az északi lejtőn található meg többé-kevésbé érintetlen formában, a keleti lejtőn pedig bolygatottabb formában, idegenhonos növényfajokkal és kultúrfajokkal keveredve. A hegy déli és a nyugati oldalát nagyrészt parcellázták, így ott az eredeti növénytakaró már nem található meg. Az északi és a keleti oldal lankásabb, a völgytalphoz közelebbi részein egykori gyümölcstermő ültetvények (mandula, szilva, szőlő) nyomai fedezhetők fel. A hegy lábainál – főként az északkeleti oldalon – sűrű, nehezen járható, elhanyagolt állapotú akácos erdő található.

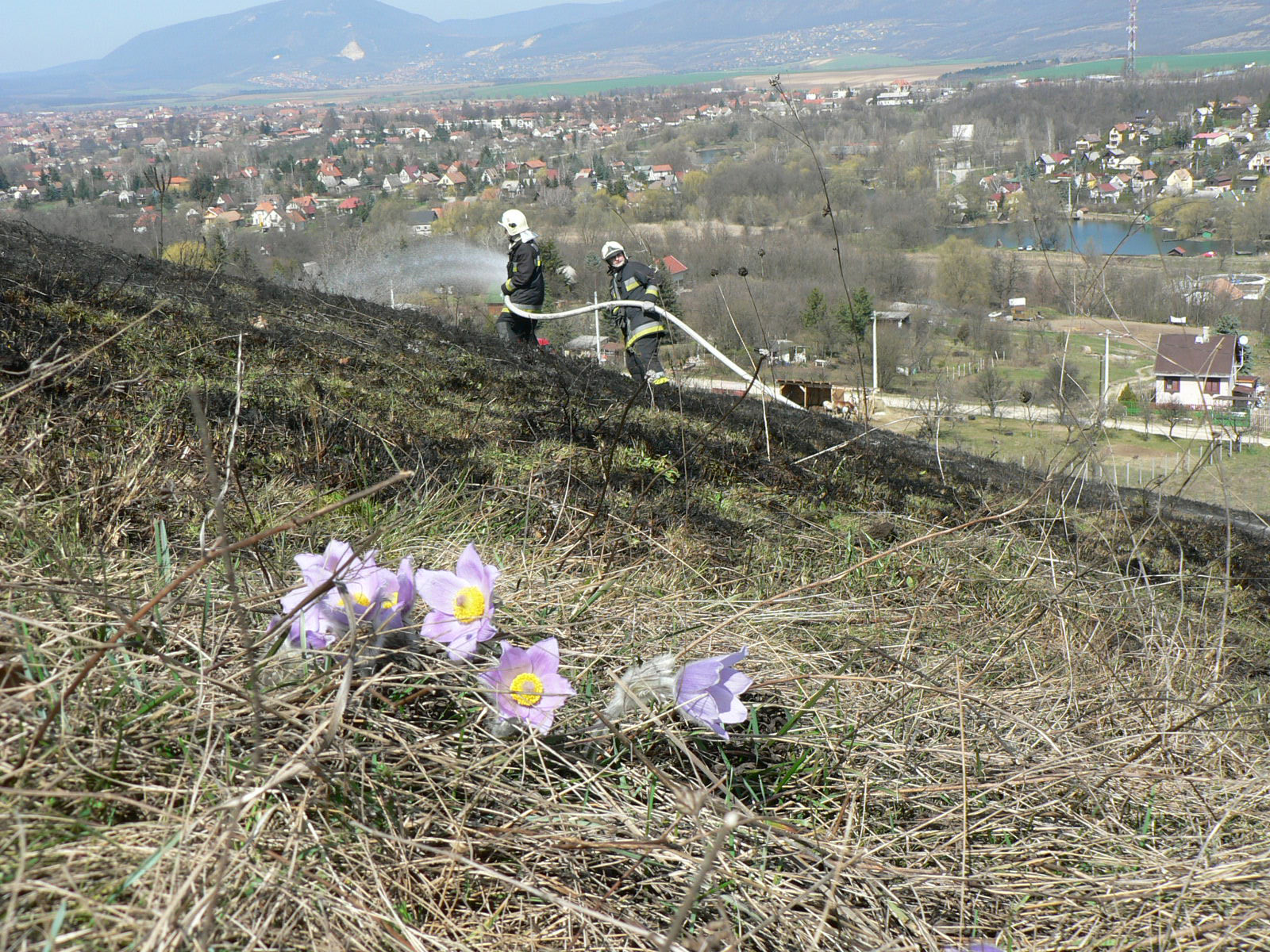
Gondatlanságból okozott tűz oltása a Szél-hegyen, túlélő leánykökörcsinnel

A Szél-hegy növényvilága talán kora tavasszal a legszebb, amikor az északi lejtőt szinte egybefüggő, virágzó leánykökörcsin- és tavaszi hérics-tenger borítja. Az év későbbi hónapjaiban más, valamivel kevésbé látványos sziklagyep-fajok virágzása díszíti a hegyoldalt (homoki pimpó, csabaíre vérfű, selymes boglárka, kisfészkű hangyabogáncs stb.). Az itteni növényvilág jellegzetessége még, a környék más dolomit sziklagyepjeivel illetve lejtősztyepprétjeivel összevetve az árvalányhaj fajok teljes hiánya a területen. Sajnos a korábbi években több tűz is pusztított a hegy északi lejtőjén, ami miatt a korábbi időszakhoz képest eléggé megcsappant több védett növényfaj itteni állománya is.

## Állatvilága
A Szél-hegy állatvilága kevéssé kutatott; specifikus, a környéken csak itt előforduló állatfajok nem ismertek. Az 1970-es években még megfigyelhető volt az itteni kőbányákban a kövirigó, ami azóta eltűnt a területről. A hegy kb. egy kilométeres körzetében szórványosan több pár gyurgyalag is fészkel, nyár közepén ezek gyakorta megfigyelhetők a Szél-hegy légterében, illetve a hegyoldalban álló alacsony fácskákon üldögélve. Lepkefaunája bőséges, védett lepkefajok is előfordulnak itt.

## Kultúrtörténete
A Szél-hegy környéke már a honfoglalás korában lakott lehetett, erre enged következtetni az, hogy az 1970-es években honfoglalás kori (elsődlegesen a 10. század környékére datált) temetkezés nyomait tárták fel ezen a területen. Az első, csontvázas sírok 1973-ban kerültek elő vízvezeték-fektetési munkák során – ezeknél a megbolygatott és jobbára elpusztított síroknál Kozák Károly régész végzett helyszíni szemlét, az előkerült koponyák egyikét pedig Nemeskéri János vizsgálta meg, aki 16. századi leletnek ítélte azt –, majd a következő évben Tettamanti Sarolta, a Pest Megyei Múzeumok Igazgatóságának tudományos munkatársa végzett hitelesítő kutatást a területen, ahol 14. századinak becsült temető maradványait tárta fel. A sírok környékén kevés értékelhető lelet került elő, ezek között említhető néhány, 13. századi származásúnak datált szürkésrózsaszín, hornyolt perem- és csigavonalas cseréptöredék és néhány szürke, gyorskorongon készült XIV. századi edénytöredék is.
A területen települési nyomokat is találtak, emiatt Feld István régész szerint elképzelhető, hogy a Pilisvörösvári-medence térségében egykor létezett, de legkésőbb a török hódoltság idején elpusztult középkori települések – Kandé, Fedémes vagy Ivánfelde – valamelyike állhatott itt, vagy egy olyan, korán elpusztult telep, amely a 13. századi zárthatárú falvak szintjét sem érte el.
Helyi lakosok visszaemlékezései szerint – amiket Seres István községi vb-titkár és helytörténeti kutató dokumentált – a hegy területén, a csúcs közelében és a déli lejtőn egy nagyobb, valószínűleg középkori eredetű temető is volt, amely sírjainak nagy része már korábban elpusztult. Ugyancsak Seres István valószínűsíti a hegy lapos tetején egy talán XVIII. századi eredetű kis kápolna egykori létezését is, ami szerinte legkésőbb a tetőn ma is látható lövészárkok készítése idején pusztulhatott el. A valamikori kápolna létezésének teóriáját alátámasztani látszik az is, hogy több régi dűlőtérképen is Altkalwarienberg néven említik ezt a magaslatot. A felszínen ezzel együtt ma már semmiféle olyan maradvány nem található, amely igazolná, hogy egykor bármilyen épület állt volna a hegytetőn.
A hegy másik régi, helyi elnevezése Plutipéeg (Plutiberg), amely elnevezés eredete és jelentése nem ismert, de egyes feltételezések szerint eredetileg Blutberg, vagyis Vér-hegy lehetett, ez esetben pedig az eredete gyaníthatóan a török időkig vezethet vissza, és esetleg egy itt lezajlott véres ütközet emlékét őrzi.

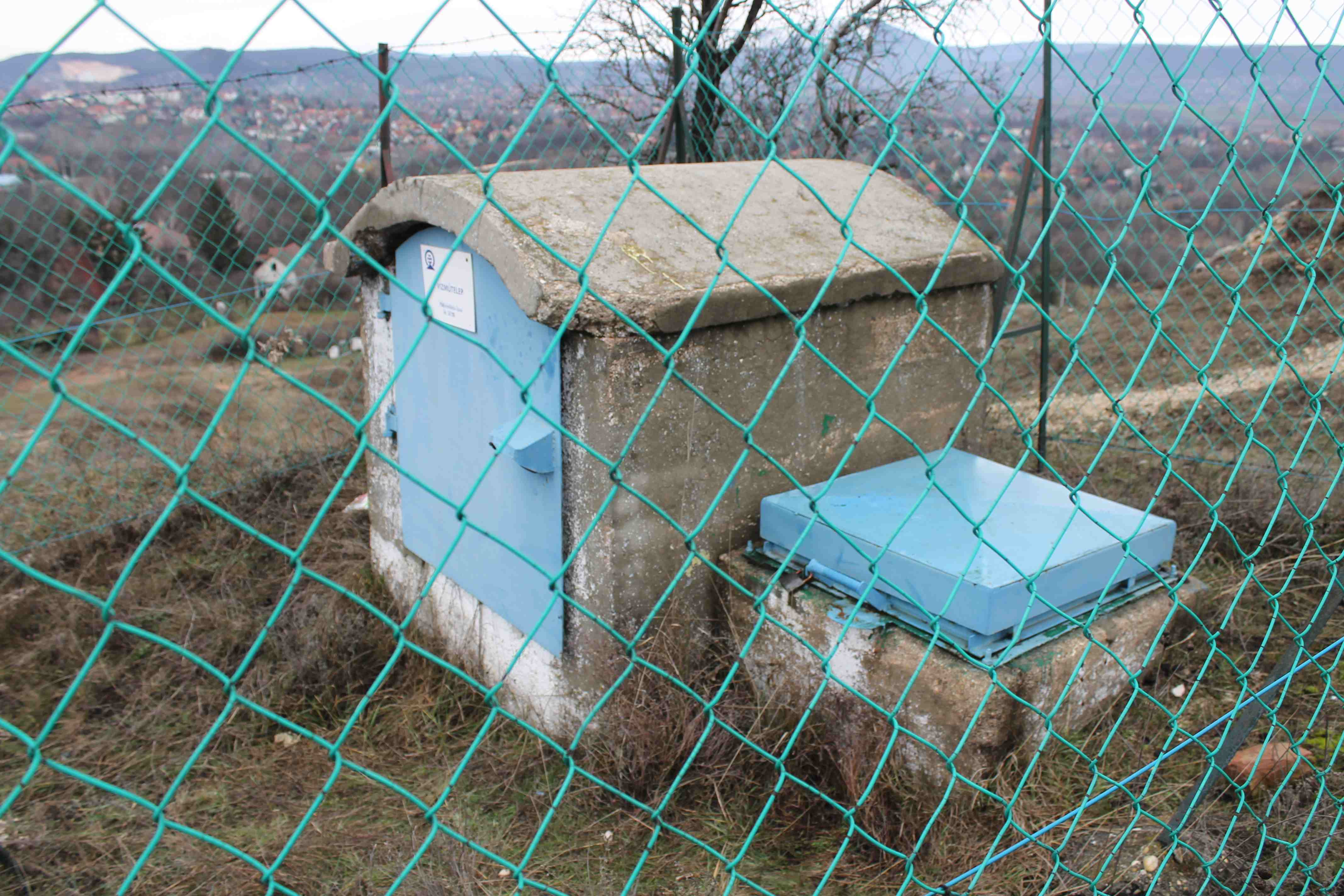
Mélyfúrású ipari kút a Szél-hegyen

1968-ban a PEMŰ, a területen folytatott korábbi szénkutató fúrásokat és vágatokat felhasználva mélyfúrású (160 méteres mélységű) kutat létesített a Szél-hegyen, a csúcstól nem messze. A kút és a hozzá tartozó föld alatti tározómedence ma is működik, részben ez biztosítja a vállalat vízigényének kielégítését. A hegy legmagasabb pontján egy háromszögelési pont is található.

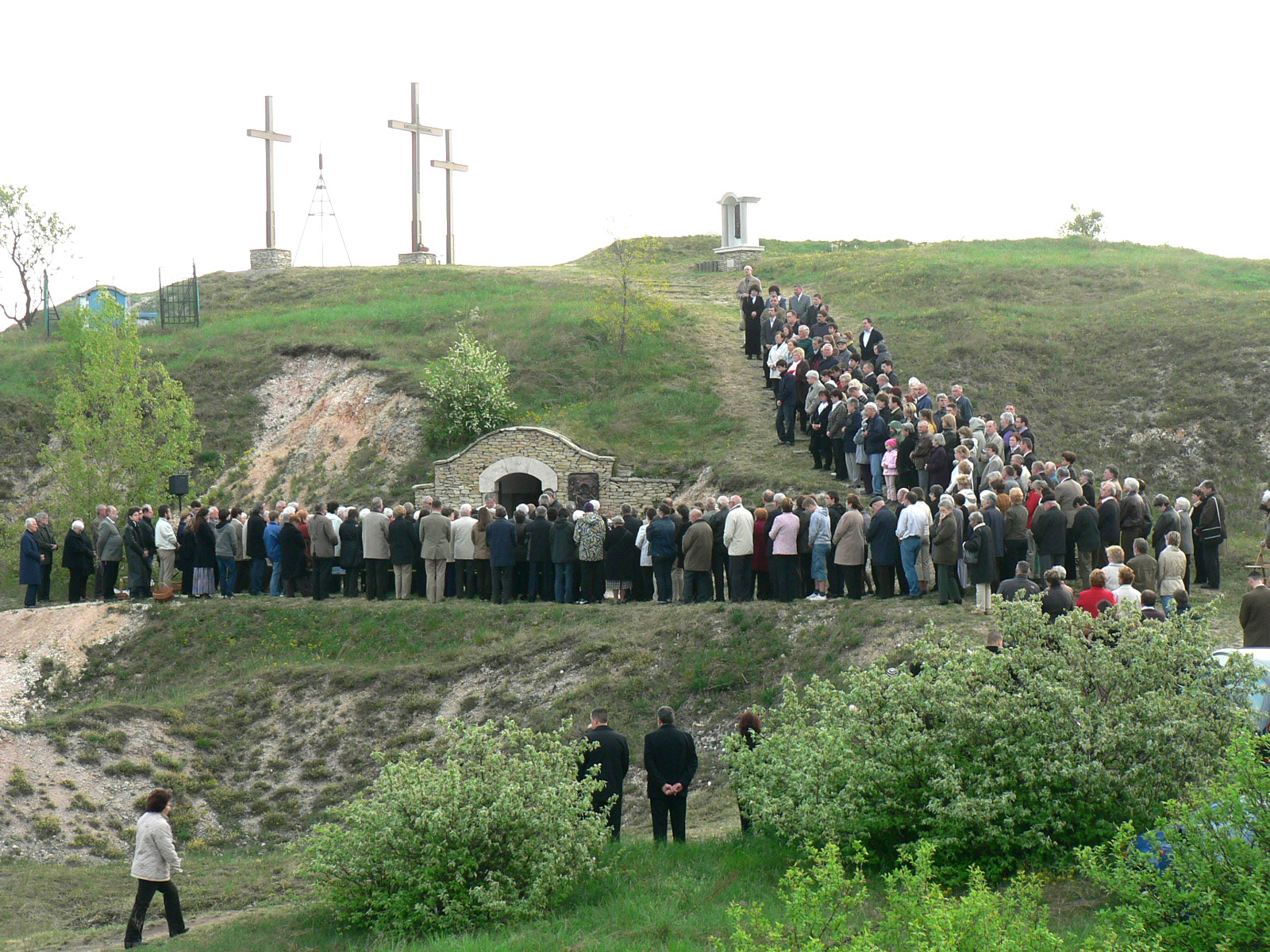
Szabadtéri istentisztelet Húsvétvasárnap a Szél-hegyen

Az 1990-es években a településen létrehozott Golgota Alapítvány új keresztutat létesített a Szél-hegyen, a község korábbi, nagyrészt elpusztult kálváriája helyett. Az 1999 Húsvétján felszentelt keresztút stációinak sora a hegy legmagasabb pontjától néhány tíz méterre délre indul, majd az óramutató járásával ellentétes irányban haladva, spirális vonal mentén vezet fel a csúcsig, ahol három keresztet állítottak fel. Onnan egy vasbeton gerendákból kiépített, kicsit görgeteges, meredélyes lépcsőn lehet visszajutni a kiindulási pontra, ahol XIV. stációként egy mesterségesen kialakított barlang zárja a keresztutat. [A XV. számú, a feltámadást jelképező stáció a település katolikus temploma előtt lett felállítva.]

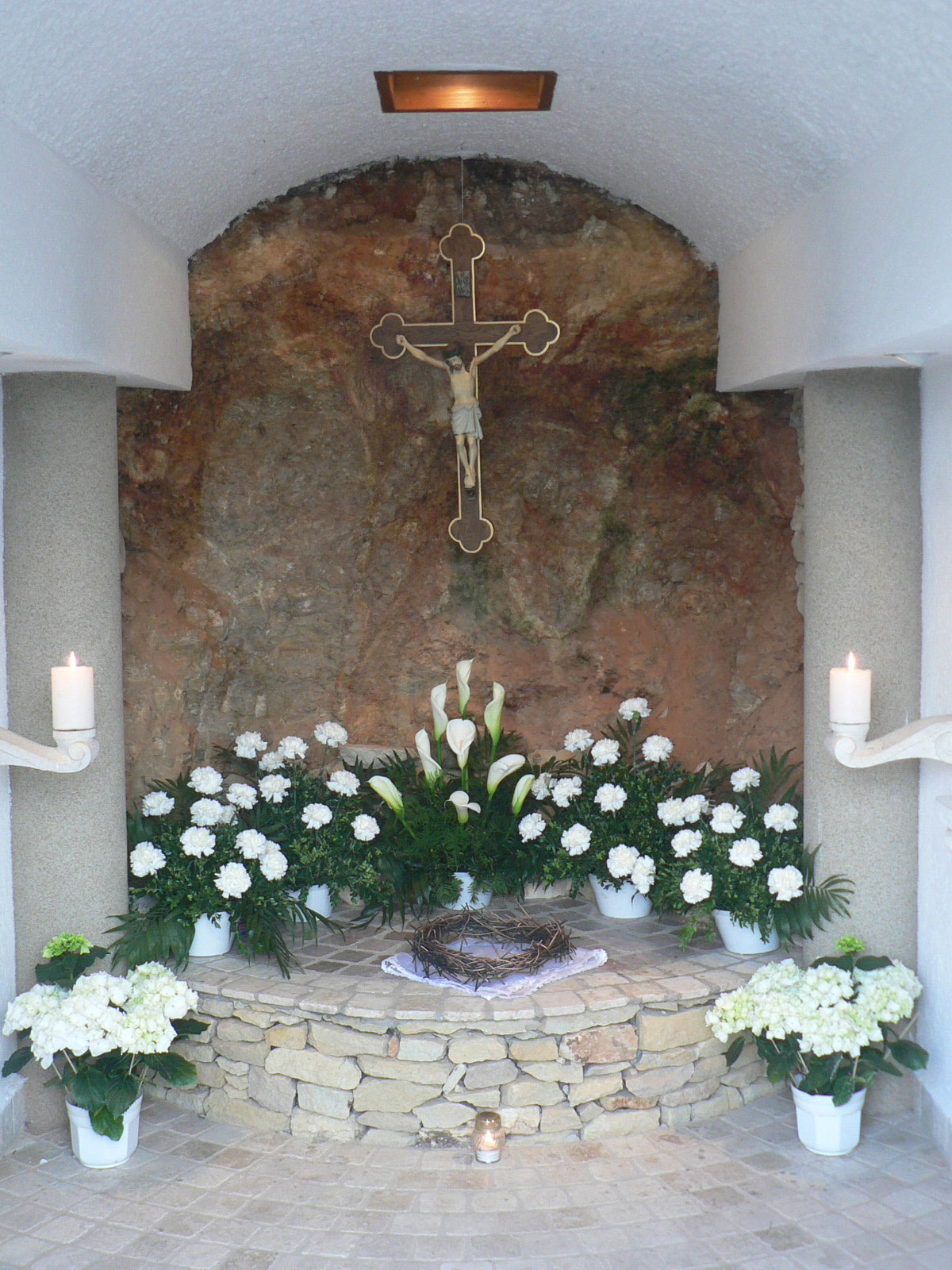
A szél-hegyi barlang, a keresztút XIV. stációja

Az egyes stációk építésének költségeit helyi vállalkozók, családok viselték, ennek megfelelően minden egyes stációépítményen kis márványtábla őrzi az adományozó vagy adományozók nevét. Év közben csak a stációk üres építményei láthatók a keresztúton, de a húsvéti időszakban az adott stációhoz készült, Rumán Sándor szobrászművész által alkotott fém domborművek is kikerülnek a keresztút fülkéibe; ilyenkor a területet a helyi polgárőrség őrzi az esetleges rongálások megelőzése érdekében. [A hegyen jelenleg álló három kereszt már nem azonos az 1999-ben felállított eredeti keresztekkel, mert miután 2009-ben a középső, a rögzítésre használt anyagok elöregedése miatt kidőlt, a Golgota Alapítvány mindhárom keresztet leszereltette és 2010 tavaszára erősebb, acélmegerősítésű faszerkezetekkel pótolta őket.]
A hegy körül parcellázott területek közül a déli (Terstyánszky utca felé eső) oldal már majdnem teljesen beépült, sőt a közvetlen közelben két élelmiszer-áruház is található (Aldi, Spar). A nyugati és az északi hegyláb telkein ma is főként nyaralók találhatók, szórványos mezőgazdasági (állattartási) hasznosítással. A hegy parcellázatlan gyepterülete helyi védelem alatt áll.

## Jegyzetek

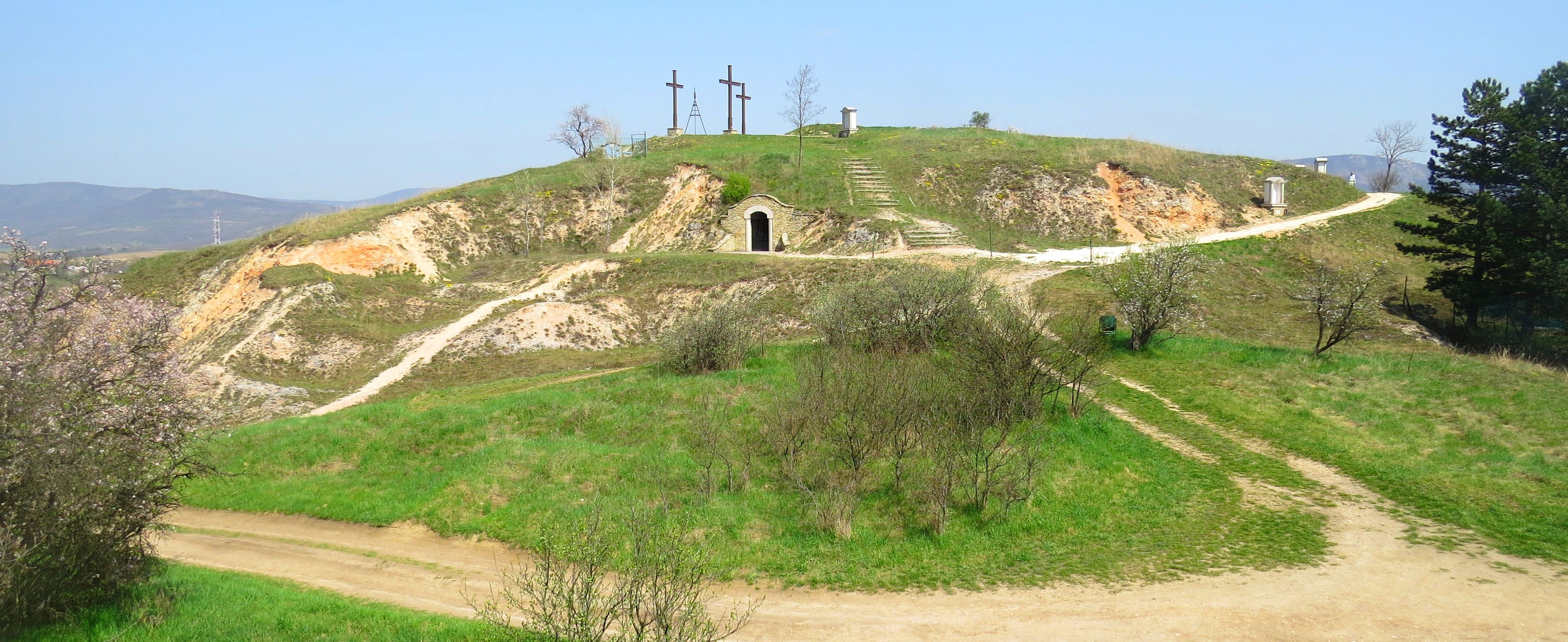
A Szél-hegy délnyugati oldala 2018-ban